# Taipei Representative Office in Nederland
Het Taipei Representative Office in Nederland is sinds 1981 de facto de diplomatieke vertegenwoordiging van de Republiek China (ROC) in het Koninkrijk der Nederlanden. De regering van de Republiek China had als reactie op de erkenning van de Volksrepubliek China de betrekkingen met Nederland op 28 maart 1950 verbroken. Nederland heeft vanaf dat moment geen enkele officiële diplomatieke relatie meer met de Republiek China.
Het Taipei Representative Office in Nederland is gevestigd aan de Van Stolkweg 23 in Den Haag. De buurt heet het Van Stolkpark. De huidige vertegenwoordiger is Hsin-Hsin Chen. De vestiging in Den Haag mag formeel niet gezien worden als een ambassade en de vertegenwoordiger mag dan ook geen ambassadeur genoemd worden. Ook is het verboden om de vlag van de Republiek China voor het gebouw te hijsen.
Het werk van de vertegenwoordiging is verdeeld in:
- Administrative Division
- Economic Division
- Overseas Chinese Division
- Information Division
- Taiwan Trade Center in Rotterdam

Netherlands Trade & Investment Office in Taipei, de de facto hoofdstad van Republiek China is de vertegenwoordiger van Nederlandse diplomatie in de Republiek.
De Taiwan Trade Center in Rotterdam is een vestiging van de Republiekgezinde China External Trade Development Council. Het houdt zich bezig met het bevorderen van de handel tussen de Republiek en Nederland.

## Geschiedenis
Op 27 maart 1950 werd de Volksrepubliek China de jure erkend door Nederland. De betrekkingen tussen de Volksrepubliek en Nederland bleven beperkt tot het niveau van zaakgelastigde. Pas nadat de Volksrepubliek de permanente zetel van de VN had overgenomen van de Republiek China werden op 17 mei 1972 de betrekkingen tussen de Volksrepubliek en Nederland verhoogd tot ambassadeursniveau. De nationalistische regering van de Republiek China had als reactie op de erkenning van de Volksrepubliek de betrekkingen met Nederland op 28 maart 1950 verbroken, zodat Nederland vanaf dat moment geen enkele officiële diplomatieke relatie meer had met de Republiek China. Wel werd in 1981 een handels- en investeringskantoor geopend, dat uitgroeide tot een de facto diplomatieke vertegenwoordiging en nu bekendstaat als Taipei Representative Office in Nederland.
Deze de facto diplomatieke vertegenwoordiging bleef zich wel zien als dé vertegenwoordiging waar alle overzeese Chinezen in Nederland hulp en bijstand konden krijgen van het vaderland. Door taiwanisatie op de Republiek China begin jaren 90 van de 20e eeuw en doordat de Volksrepubliek China de banden met overzeese Chinezen steeds meer ging aanknopen, verschoof het machtsevenwicht op controle over de Chinezen in Nederland ook informeel naar de kant van de Volksrepubliek. Tot begin jaren 90 werden alle Chinese festiviteiten in Nederland met subsidie en hulp van de vertegenwoordiging van de Republiek georganiseerd. Tot die periode kwamen ook grote beroemde Republiekgezinde zangers en zangeressen vanuit Taiwan en Hongkong naar Nederland om tijdens Chinees Nieuwjaar en het Dubbel Tienfestival op te treden. Hierdoor zijn nu ook de meeste Chinese verenigingen en een deel van de Chinese scholen in Nederland opgericht met goedkeuring van de Ambassade van de Volksrepubliek China in Nederland. Terwijl vroeger door een deel van de Chinese scholen boeken gebruikte uit de Republiek of uit Hongkong, worden tegenwoordig boeken uit de Volksrepubliek gebruikt die goedgekeurd zijn door het Ministerie van Onderwijs van de Volksrepubliek. De boeken behandelen hanyu pinyin en het Vereenvoudigd Chinese schrift. Ook wordt Chinees nationalisme vanuit een communistisch perspectief bekeken.
Tegenwoordig worden Chinese festiviteiten van de vertegenwoordiging van de Republiek alleen voor de Chinese Nederlanders van Taiwanese afkomst georganiseerd. In 2011 werden verschillende festiviteiten in Nederland georganiseerd ter viering van het Honderdjarig bestaan van de Chinese Republiek. Hierbij waren onder andere een feestbanket in Den Haag en een fietstocht door Nederland.

## Enkele oud-vertegenwoordigers
- Liu Po-lun (劉伯倫)
- Ku Chung-lien (顧崇廉)
- Mevrouw Chiang Siao-yue 2003-2006
- Larry Yu-yuan Wang (王豫元, 2006-2008)

## Informatiebord bij de ingang
| 處表代北台蘭荷駐 TAIPEI REPRESENTATIVE OFFICE IN THE NETHERLANDS |